# Conioscinella araneolicida
Conioscinella araneolicida är en tvåvingeart som beskrevs av Lamb 1937. Conioscinella araneolicida ingår i släktet Conioscinella och familjen fritflugor.
Artens utbredningsområde är Mauritius. Inga underarter finns listade i Catalogue of Life.